# 14104 Delpino
14104 Delpino là một tiểu hành tinh vành đai chính với chu kỳ quỹ đạo là 2052.6472079 ngày (5.62 năm).
Nó được phát hiện ngày 2 tháng 10 năm 1997.